# 緒方ちか
緒方 ちか（おがた ちか、1982年1月9日 - ）は、日本の女優。エクサプローズプロモーション所属。大阪府出身。

## 人物
- 特技：少林寺拳法(少拳士弐段)
- 趣味：ボルダリング・観劇・カラオケ・ドラクエ
- 愛称：おがちか

## 出演

### 舞台
2009年
- ほどよし合衆国「新・ぼくの先生」（2009年9月25日 - 27日、千林大宮・大阪市立芸術創造館）
- STAGESCAPE PRODUCE「じゃじゃ馬ならし」（2009年10月22日 - 25日、三条・ART COMPLEX 1928）

2010年
- ほどよし合衆国「さかな」（2010年4月9日 - 11日、千林大宮・大阪市立芸術創造館） - 東出陽子 役
- ほどよし合衆国「コメディエンヌ☆NO,1」（2010年9月24日 - 26日、千林大宮・大阪市立芸術創造館）

2011年
- ほどよし合衆国「スローライフ」（2011年2月5日 - 6日、阿倍野・STAGE+PLUS）
- ほどよし合衆国「RE:BIRTH〜ジュリエットとジュリエット〜」（2011年4月15日 - 17日、千林大宮・大阪市立芸術創造館）
- イズムプロデュース「ルルドの森」（2011年6月3日 - 5日、千林大宮・大阪市立芸術創造館）
- バンタムクラスステージ「短編集:エドゥアルド・ウルリヒ教授の鎮痛剤/他」（2011年9月29日 - 10月2日、池袋・シアターKASSAI） - アビゲイル、幸子 役
- Buddy!「URASHIMA」（2011年11月11日 - 13日、千林大宮・大阪市立芸術創造館）

2012年
- イズムプロデュース「STRAWBERRYMOON〜革命高校生〜」（2012年3月31日 - 4月1日、梅田・HEP HALL）
- バンタムクラスステージ「洗礼者の接吻 / The BAPTIST‘s Code.」（2012年4月13日 - 15日、福島(大阪)・ABCホール） - シャオ 役
- バンタムクラスステージ「ルルドの森」（2012年9月7日 - 9日、池袋・豊島区民センター） - 平岡香乃子 役
- ムーンビームマシン「Trick or Story」（2012年10月19日 - 21日、恵美須町・in→dependent theatre）

2013年
- バンタムクラスステージ「短篇集：几帳面独白道化師」（2013年1月18日 - 20日、十三・BlackBoxx） - アビゲイル、サラ 役
- バンタムクラスステージ「CXXX：PIEDPIPERS ハーメルンの記憶」（2013年3月22日 - 25日、弁天町(大阪)・世界館） - 成田幸子 役
- UDA☆MAP「アリゾナ☆侍☆ガールズ」（2013年8月29日 - 9月3日、池袋・シアターKASSAI） - ヒメ・ド・ユーリ 役
- バンタムクラスステージ「Crossing,Christmas,Clearance.」（2013年12月6日 - 9日、池袋・シアターKASSAI） - セシル・オドネル 役

2014年
- 劇団6番シード「Dear Friends」大阪公演（2014年1月25日 - 1月26日、大阪市立芸術創造館）- 日替わりゲスト キャラメル 役
- バンタムクラスステージ「Jack moment.」（2014年3月12日 - 16日、大塚・萬劇場） - マリー 役
- アリスインプロジェクト「コピーライト」（2014年5月28日 - 6月1日、池袋・シアターKASSAI） - 葉ヶ塊サツキ 役
- シアターKASSAIプロデュース『6C×BCS　〜夏のショートストーリーズ〜』（2014年8月20日 - 31日、池袋・シアターKASSAI)
- UDA☆MAP「新宿☆アタッカーズ」（2014年9月24日 - 28日、池袋・シアターKASSAI） -  暁太夫 役

2015年
- ワイアールジャパン「隣人の奏でる和音」（2015年2月11日 - 15日、東長崎・小劇場てあとるらぽう） - 香緒里 役
- バンタムクラスステージ『かべぎわのカレンダリオ』B公演「ラウラの夏」（2015年5月15日 - 25日、池袋・シアターKASSAI） - ジーナ 役
- UDA☆MAP「ガールズトーク☆アパートメント」2015Ver（2015年7月29日 - 8月9日、池袋・シアターKASSAI） - 沢村恵美 役
- OIL AGE OSAKA第2回公演「ミキシング・レディオ」 - 清川仁美 役
  - 東京公演（2015年11月26日 - 30日、シアターKASSAI）
  - 大阪公演（2015年12月2日 - 6日、大阪市立芸術創造館）

2016年
- バンタムクラスステージ「ルルドの森（平成28年版）」（2016年2月19日 - 28日、池袋・シアターKASSAI） - 中込沙紀 役

2017年
- オパンポン創造社・第10回ルナティック演劇祭 - 「優勝」「最優秀脚本賞」「最優秀俳優賞」「グレート義太夫賞」受賞
  - 予選「最後の晩餐」（2017年6月2日, 4日、下北沢・小劇場楽園） - 島田アヤメ 役
  - 決勝「オパンポン★ナイト〜だからイトオシイ〜」（2017年6月23日・25日、下北沢・小劇場B1）
    - 「ストラーーイクッ!!」 - 卵子 役
    - 「最後の晩餐」 - 島田アヤメ 役

  - 大阪凱旋公演（2017年12月8日 - 10日、野江・アトリエS-pace）

2018年
- 朗読×音楽なかがわ・なかがわ 「蓮とさよならカエルのおはなし」 - ツェウェル 役
  - 東京公演（2018年5月11日 - 13日、笹塚・Blue-T）
  - 大阪公演（2018年6月2日、北堀江・シアターカフェNyan）

- 劇団6番シード「傭兵ども!砂漠を走れ!」オアシス編（2018年9月21日 - 30日、新宿村LIVE） - ボーン 役

2019年
- ハイチーズ『千本桜記念』「スライドSHOW」（2019年2月7日 - 11日、学芸大学・千本桜ホール） - 佐藤愛子 役
- 朗読×音楽なかがわ・なかがわ「CATS&DOGS」（2019年7月6日、エビスSTARバー） - 猫 役

2021年
- Girls feather「サンサーラ式葬送入門-普賢篇-」Bチーム（2021年2月5日 - 14日、池袋・シアターKASSAI） - 境瑛子 役
- LUCKUP「INDESINENCE Case：Cold Scarlet Rakeside」（2021年3月24日 - 28日、赤坂RED THEATER） - 金森美名鋪 役
- 演劇企画 heart more need『ふたりカオス』「ラストゴング」（2021年7月21日 - 25日、ステージカフェ下北沢亭） - 千里 役

2022年
- 演劇企画 heart more need「かつてサジェを悩ませた幾つかの難題」（2022年7月6日 - 10日、池袋・シアターKASSAI） - 北原佐枝子 役

2023年
- アメツチ新人作家発掘プロジェクト『ウブスナvol.1』「ミッドナイト・ホットスナック」（2023年2月1日 - 5日、池袋・シアターKASSAI） - 衿島旭 役
- ニワカの営み「トボガン」（2023年4月18日 - 23日、早稲田・イズモギャラリー） - 富士子 役

2024年
- 朗読×音楽なかがわ・なかがわ「虹とさよならカエルのおはなし」灯編（2024年7月13日 - 15日、駒込・アーリー・バードアクロス） - ツェウェル 役

### 映画
- 「キツネが横切るお釈迦様[注 2]」（2008年、監督：金子陽介） - ひし美奈美 役
- 「月震のかずみ」（2014年、監督：金子陽介） - 川村翠 役[18]
- 「味園ユニバース」（2015年、監督：山下敦弘） 大阪弁指導
- 「ディアスポリス DIRTY YELLOW BOYS」（2016年、監督：熊切和嘉） 大阪弁指導
- 「ハード・コア」(2018年、監督：山下敦弘)
- 「お口の濃い人」(2019年、監督：コーエンジ・ブラザーズ)
- 劇団6番シード×ProjectYamaken「ディープロジック」（2020年1月、監督：山岸謙太郎） - アタッカーズ OGA 役
  - 「Dプロジェクト」トウドウ編・ツチヤ警部編（2016年8月）
  - 「Dプロジェクト」UDA編・ヒグチ君編（2017年2月）
  - 「Dプロジェクト」クリュウ編・シーナ編（2018年3月）
- 「あの頃。」（2021年2月、監督：今泉力哉）
- 「夜のまにまに」（2024年公開予定、監督：磯部鉄平）[19]

### テレビ
- フジテレビ スペシャルドラマ「眉山」（2008年4月） - 病室患者 役
- ベイ・コミュニケーションズ　コミュニティーチャンネル「明日どこいこ」(泉州〜泉佐野編)リポーター
- 日本テレビ「日本史サスペンス劇場」細川ガラシャ〜悲劇の死を遂げた絶世の美女〜（2009年2月） - お霜 役[20]
- テレビ朝日「京都地検の女5」第8話（2009年6月） - 上田真紀子 役
- テレビ朝日 ドラマスペシャル「だましゑ歌麿」（2009年9月） - 花魁 役
- テレビ朝日「853〜刑事・加茂伸之介」第5話、第6話（2010年2月）
- NHK「大仏開眼」（2010年4月）
- テレビ朝日「おみやさん」第7シリーズ第2話（2010年4月） - 事務員 役[21]
- 関西テレビ「誰も知らないJ学園」第1話、第10話（2010年4月 - 7月） - 高井田先生 役
- TBS「水戸黄門」第41部第7話（2010年5月） - おたえ 役
- ABC・テレビ朝日系スペシャルドラマ「夏子と天才詐欺師たち」（2010年8月）
- CBC開局60周年ドラマ「初秋」（2011年10月） - レディガガ2 役
- NHK「カーネーション」第20話（2011年10月） - ミシン講習生 役
- TBS 「知られざる幕末の志士 山田顕義物語」（2012年1月）- 彦五郎の妻 役
- 日本テレビ 「ネプチューンの超体験!タイムワープ旅行社-時間旅行で江戸時代へ-」（2012年6月）
- テレビ朝日「天才刑事・野呂盆六」第7作（2013年3月） - 谷口千恵 役
- TBS「99.9-刑事専門弁護士-」Season2 第9話（2018年3月）[22]
- テレビ東京「バイプレイヤーズ」（2018年） -  AP 役
- 日本テレビ「偽装不倫」第2話（2019年7月） - 藤田望美 役
- WOWOW 連続ドラマW「蝶の力学 殺人分析班」第3話（2019年12月） - 宝石店員 役
- フジテレビ「ルパンの娘2」第6話（2020年11月） - ひったくり被害者 役
- NHK「拾われた男」第8話（2022年8月） - 撮影スタッフ 役

### CM
- COOP共済「コーすけと踊ろう」
- 「ずヾや株式会社」
- SUNTORY「C.C.レモンマーチ2016」（2016年）
- 日清「食卓便」第1話「あとで ちゃんと、食べるから。#1」（2017年） - 奥さんの声 役[23]
- 花王「ソフィーナiP クロロゲン酸飲料」（2018年3月）
- クレハ「NEWクレラップ」「快感! クレハカット」篇（2018年7月 - 2021年3月）[24]
- 花王「うまみ贅沢仕立て 食事にも合う! 金のヘルシア」（2020年3月）
- 三井のリハウス「家を売るって大変?」篇（2021年6月）[25]

### PV
- TAK-Z『Lifetime memory Remix feat.SHINGO* 西成』（2012年）[26]
- 馳星周【復活祭】文藝春秋×CUTNOVEL（2014年） - 波潟早紀 役[27]

### ネット配信
- ふくちか泊まりますか？（2017年1月 - ） - 女優の福田真夕と緒方ちかによる旅プロジェクト[28]